# 血小板减少性紫癜
血小板减少性紫癜是一组因外周血中血小板减少而导致皮肤、粘膜及内脏出血的疾病，常以皮肤、粘膜出现紫癜为特征，约占出血性疾病总数的30%。最常见的类型是特发性血小板减少性紫癜。